# Revest-les-Roches
Revest-les-Roches (Occitaans: So Revest dei Ròcas) is een gemeente in het Franse departement Alpes-Maritimes (regio Provence-Alpes-Côte d'Azur) en telt 192 inwoners (2005). De plaats maakt deel uit van het arrondissement Nice.

## Geografie
De oppervlakte van Revest-les-Roches bedraagt 8,7 km², de bevolkingsdichtheid is 22,1 inwoners per km².
De onderstaande kaart toont de ligging van Revest-les-Roches met de belangrijkste infrastructuur en aangrenzende gemeenten.

## Demografie
Onderstaande figuur toont het verloop van het inwonertal (bron: INSEE-tellingen).
Vanwege een beveiligingsprobleem met de MediaWiki Graph-software is het momenteel niet mogelijk deze grafiek weer te geven. Zodra de software is bijgewerkt zal de grafiek vanzelf weer zichtbaar worden.